# Marsz na Rzym
Marsz na Rzym (wł. Marcia su Roma) – określenie faszystowskiego zamachu stanu, przeprowadzonego w dniach 27–29 października 1922 roku, w wyniku którego władzę we Włoszech zdobył Benito Mussolini. „Marsz na Rzym” polegał na koncentracji członków faszystowskich bojówek w stolicy Królestwa Włoch.

## Tło historyczne
Klęska państw centralnych w I wojnie światowej postawiła Włochy w obozie zwycięzców. Jednak olbrzymie poniesione straty – 650 tysięcy zabitych, zrujnowana gospodarka, narastający kryzys społeczny, których nie rekompensowały warunki traktatu pokojowego (określane jako vittoria mutilata – kalekie zwycięstwo) powodowały poczucie krzywdy i radykalizację nastrojów.
W obliczu groźby rewolty komunistycznej, Mussolini, stojący na czele ruchu faszystowskiego (wł. fasci), jawił się niektórym jako mąż opatrznościowy. Nacjonalistom odpowiadały jego patriotyczne hasła i militaryzm. Kościół i konserwatyści traktowali go jako „mniejsze zło”.
W marcu 1919 Mussolini założył pierwszy Związek Kombatancki (Fasci Italiani di Combattimento), na początku tzw. „dwóch czerwonych lat” (biennio rosso), czyli okresu dominacji agitacji socjalistycznej. Jako polityk poniósł porażkę w wyborach w październiku 1919 roku, ale w wyniku wyborów w 1921 udało mu się wejść do parlamentu.
Częścią ruchu faszystowskiego były tzw. Czarne Koszule (Squadristi). W sierpniu 1920 r. ta formacja milicyjna została użyta do złamania strajku w fabryce Alfa Romeo w Mediolanie. W październiku 1920 r., po zabójstwie prawicowego radnego w Bolonii, Czarne Koszule rozpoczęły walki z ruchem socjalistycznym (w którym spore znaczenie miało skrzydło anarchosyndykalistyczne) w dolinie Padu. Związki zawodowe były rozwiązywane, a lewicowi burmistrzowie rezygnowali ze swoich funkcji. Faszyści znaleźli się na liście wyborczej Unii Narodowej Giovanniego Giolittiego w wyborach w maju 1921 r., wprowadzając do parlamentu 36 posłów. Wówczas Mussolini wycofał swe poparcie dla Giolittiego i zawarł tymczasowy rozejm z socjalistami w lecie 1921 r., znany jako „pakt pacyfikacyjny”. To doprowadziło do konfliktu z najbardziej fanatycznym skrzydłem ruchu faszystowskiego i jego przywódcami, nazywany rasami. W lipcu 1921 r. Giolitti spróbował rozwiązać Squadristi, jednak bezskutecznie. W ten sposób jego stosunki z faszystami zostały zerwane, a listopadzie 1921 r. Mussolini zaadaptował większość nacjonalistycznego i konserwatywnego programu, tworząc Narodową Partię Faszystowską, która już w lipcu 1922 r. liczyła 700 tys. członków. W sierpniu rozpoczął się antyfaszystowski strajk generalny, który został jednak zdławiony. Gdy Mussolini dowiedział się, że premier Luigi Facta polecił Gabriele D’Annunzio zorganizowanie dużej demonstracji w dniu 4 listopada 1922 w związku z rocznicą zwycięstwa w wojnie światowej, zdecydował się na podjęcie radykalnych działań, aby przejąć władzę i pozbyć się potencjalnej konkurencji.

## Przebieg zamachu

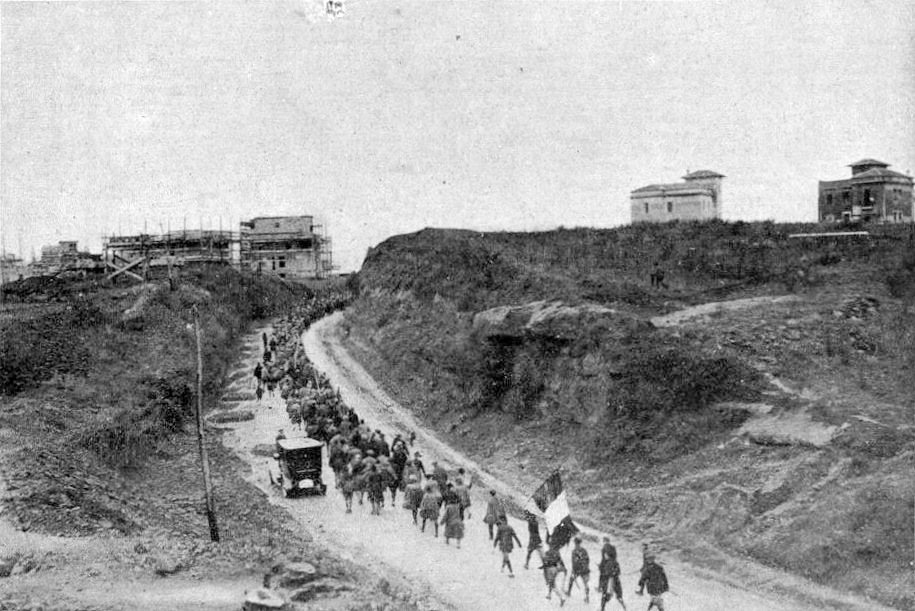
Faszyści w drodze do Rzymu

Marsz został zorganizowany przez „kwadrumwirat”, w składzie gen. Emilio De Bono, Italo Balbo (jeden z najsłynniejszych asów), Michele Bianchi i Cesare Maria de Vecchi, podczas gdy Duce nie brał udziału w tym wydarzeniu, choć pozował do zdjęć z maszerującymi faszystami. W przygotowaniach do zamachu stanu brali udział także generałowie Gustavo Fara i Sante Ceccherini, a także markiz Dino Perrone Compagni oraz Ulisse Igliori.

W październiku 1922 roku odbyło się w Neapolu zgromadzenie głównych sił faszystowskich. Mussolini, przemawiając do 60 tys. swych zwolenników na Piazza del Plebiscito, mówił: 

Dążymy do rządzenia narodem... albo dadzą nam władzę, albo ją weźmiemy, zbiegając do Rzymu i chwytając za gardło nędzną klasę panujących polityków.

 Nastąpiła pełna mobilizacja faszystowskich bojówek – Czarnych Koszul. 26 października były premier Antonio Salandra ostrzegł urzędującego szefa rządu Luigiego Factę, że Mussolini przygotowuje zamach stanu i domaga się jego rezygnacji. Ten drugi jednak nie uwierzył w te doniesienia. Sam Mussolini nie brał udziału w zamachu, ale pozostał w Mediolanie, czekając tam na jego rezultaty. Gdy rozpoczął się „marsz na Rzym”, zbliżające się do stolicy oddziały Czarnych Koszul skłoniły rząd do przygotowania dekretu o wprowadzeniu stanu wojennego. Dekret ten nie został jednak wprowadzony w życie, ponieważ król Wiktor Emanuel III odmówił jego podpisania. 28 października król przekazał władzę Mussoliniemu.
W samym marszu wzięło udział mniej niż 30 tys. osób (w tym ok. 200 Żydów), ale monarcha obawiał się wybuchu wojny domowej. 29 października 1922 r. Mussolini otrzymał misję utworzenia rządu. W tym samym czasie ok. 25 tys. Czarnych Koszul paradowało w Rzymie. Formalnie Mussolini przejął władzę zgodnie z włoską konstytucją. Po 10 czerwca 1924 r. i morderstwie Giacomo Matteottiego, Mussolini wprowadził we Włoszech swą dyktaturę.

## Skutki marszu na Rzym
- 29 października powiadomiono Mussoliniego o decyzji króla o powierzeniu mu funkcji premiera.
- Przekształcenie ustroju politycznego Włoch w państwo faszystowskie.
- Zlikwidowanie wszystkich partii poza faszystowską.
- Zniesienie wolności prasy.
- Terror wobec politycznych przeciwników Mussoliniego.